# Nella colonia penale
Nella colonia penale è un racconto di Franz Kafka. Il titolo originale dell'opera, in tedesco, è In der Strafkolonie. Scritto tra il 5 e il 18 ottobre 1914, venne pubblicato per la prima volta da Kurt Wolff, editore di Lipsia nel 1919. Non si è conservato il manoscritto.

## Trama
Nella colonia penale è il racconto dell'esecuzione di un soldato, condannato perché si era addormentato durante il turno di guardia notturno alla casa di un comandante, dimenticandosi di eseguire il saluto ad esso ad ogni ora della sua veglia.
All'esecuzione sono presenti il soldato condannato, un ufficiale, un soldato al servizio dell'ufficiale e un esploratore straniero che, trovandosi nella colonia penale, viene invitato ad assistere alla condanna.
Questa viene applicata utilizzando un macchinario, inventato dal precedente comandante della colonia - ormai morto -  e strutturato in tre parti: quella inferiore, il «letto», è rivestita da uno strato di bambagia accuratamente trattata; qui il condannato, sdraiato bocconi, viene legato con delle cinghie e costretto a mordere un cuscinetto di feltro che gli impedirà di urlare. La parte superiore, il «disegnatore», "legge" i disegni realizzati personalmente dal vecchio comandante utilizzandoli come modello per disporre una serie di aghi fissati alla parte intermedia, detta «erpice» e modellata secondo la forma del corpo umano: questa, vibrando insieme al letto, incide sul corpo del condannato il comando da lui non rispettato (in questo caso "Onora il tuo superiore!"), che è scritto sul foglio inserito nel disegnatore. Le lettere di queste scritte sono "adornate" da un'infinità di ghirigori e decorazioni, tanto da risultare illeggibili, per coprire meglio il corpo del condannato e dare più tempo di lavoro alla macchina: questa, infatti, è programmata per uccidere in circa dodici ore, allo scadere delle quali trapassa da parte a parte la vittima e getta il cadavere in una fossa scavata immediatamente a lato. Inizialmente incide con leggerezza (gli aghi lunghi dell'erpice scrivono, quelli corti rilasciano un getto d'acqua per pulire il sangue e rendere nitido il disegno), ripassando poi sulle ferite con sempre maggiore profondità.
L'esploratore, in realtà, è stato mandato dal comandante attuale, ostile a questa procedura, per giudicarne la giustizia in qualità di esperto straniero. L'ufficiale, molto legato al vecchio comandante e contrario all'abolizione della pratica (che un tempo godeva di largo seguito nella colonia, tanto che durante ogni esecuzione si presentava una gran folla di spettatori), tenta di trascinare dalla propria parte l'esploratore che, dopo averlo ascoltato, dichiara la propria contrarietà:
L'ufficiale, disperato, libera il condannato (che non sapeva nemmeno di essere condannato e non aveva avuto modo di difendersi; anzi sembra non aver compreso molto dell'intera vicenda) e lo sostituisce, apportando però delle modifiche alla macchina, che mentre svolge la sua funzione comincia ad andare in pezzi. Per questo l'ufficiale muore poco dopo infilzato troppo profondamente dagli aghi, e l'esploratore costringe l'ex-condannato e il soldato ad aiutarlo a staccare il corpo di questo dall'erpice. Il condannato e il soldato sembrano aver stretto una profonda amicizia, scherzano e giocano insieme, noncuranti della situazione, mentre l'esploratore mantiene una sorta di impassibilità difficile da decifrare, un misto di orrore e meraviglia e incomprensione, ma non indifferenza.
Il racconto si chiude con la visita dell'esploratore alla tomba del vecchio comandante, sepolto sotto il pavimento di una squallida sala da tè (gli era stato negato un posto al camposanto) e ricordato da una lapide che porta incisa una profezia da tutti giudicata ridicola:
Infine, l'esploratore si reca al porto e salpa; il soldato e l'ex-condannato (che, è bene precisare, sono personaggi muti) vorrebbero seguirlo, ma egli impedisce loro di raggiungerlo.

## Edizioni
- La metamorfosi e tutti i racconti pubblicati in vita, Feltrinelli, Milano 1994
- Racconti, a cura di Ervino Pocar, Arnoldo Mondadori Editore, Milano 1970

## Curiosità
Frank Zappa, nelle note di copertina dell'album We're Only in It for the Money delle Mothers of Invention, raccomanda di leggere Nella colonia penale prima di ascoltare il brano "The Chrome Plated Megaphone of Destiny."
Nel 2000 il compositore Philip Glass scrisse un'opera musicale basata sul racconto.